# 7頻道
曼谷廣播電視有限公司第7頻道，通稱7頻道，總部位於泰國曼谷乍都节县的乍都節市場附近，是一家有陸軍背景之民營電視台。此外，曼谷廣播電視有限公司第7頻道於2014年4月實現高清化，並以「7頻道 」的名稱。

## 歷史
- 由泰國陸軍元帥巴博·乍魯沙天獨資創辦，在1967年11月27日開始黑白電視廣播。
- 1973年開始彩色電視廣播，是泰國第一家播送彩色電視訊號的電視台。
- 在泰國北部地區之清邁府及東北部之烏汶府均設有分臺。
- 2006年起，和本田汽車主辦本田泰國高球賽（英语：Honda LPGA Thailand），並轉播賽事（除了2008年停辦一屆以外，每年皆有舉辦）[1][2]。

## 節目特色
- 反映泰國的軍隊情況為主幹；亦播放政治新聞及娛樂節目。
- 近年的節目趨向年輕時尚品味的偶像風格。

## 藝人
7頻道 HD同時為一藝人經紀公司，旗下有演員、主持人、歌手及模特。
（註：括號內的為藝人的小名或中文名（如有））

### 男藝人
- 蘇格拉瓦·卡那諾（Weir）
- 甘亞克·阿卡翁（Film）
- 米克·通拉亞（Mik）
- 沃拉蓬·金塔克森（Blew）
- 朱迪·璋棱蓋巴蒂（Mek）
- 吉迪功·康戈力（Boom）
- 坦達莞·塔帝歐·馬約利·馬吉歐利（Taen）
- 帕他勒彭·德浦沃拉儂（Donut）
- 山提拉·君諾帕吉（Ben）
- 普沙納·布恩楠（Mhoo）
- 友薩瓦·塔瓦丕（Euro）
- 霍薩維·帕拉蓬皮桑（Kem）
- 查納鵬·薩達亞（Aof）
- 瓦拉甘·薩瓦功（Chap）
- 查納甘·彭斯里旺（Boss）
- 塔納功·斯里班宗（Hone）
- 塔萬·素里亞傑（Than）
- 彭沙功·託蘇萬（Bom）
- 阿圖·拿瓦拉特（Jinn）
- 吉爾迪彭·邦勒柴立（Poom）
- 拉蒂·沃拉罗约廷（Oath）
- 帕塔拉德·薩恩固安卡瓦迪（Mike）
- 拉维查·潘贾维特（Tos）
- 路易斯·赫斯（Louis）
- 普雷曼南·斯里帕尼（Fifa）
- 阿克里斯·阿提尼亚农（Cris）
- 苏克里特·宋考（Beach）
- 威查亞蓬·伊姆薩爾（Ris）
- 帕塔拉蓬·韋特卡米（Riew）
- 保罗·德·博特（Paul）
- 朗斯洛奇·潘朋（英语：Rangsiroj Panpeng）（Aek）
- 农塔潘·翟坤达（Mai）
- 蓬帕·阿塔帕尼亚波尔（Poonpat）
- 克里斯达·苏帕普罗姆（Big）
- 皮蒂蓬·蓬特里萨（Tle）
- 皮拉瓦·昆南瓦（Amp）
- 泽恩贞·帕沙通（Zernjern）
- 塔克斐·萊卡威吉（Tyfoon）
- 提·万尼查南塔阿达（Thee）
- 瓦特拉布尔·利苏万（Note）
- 維拉帕特·蘇帕派布爾（Vee）
- 库尔塔瓦特·布查罗恩（White）
- 卡寧·普特瑪南（Don）
- 提拉·朱堤库（Um）
- 纳塔帕特·吉尔帕瓦特（Bright）
- 那塔朋·萊亞翁（Biw）
- 查納帕·倫璽藍巴帕功（Ice）
- 納金通·普歐堤普拉（Ice）
- 查克里特·布恩辛（Oat）
- 彭帕特·阿塔潘亞朋（Pol）
- 纳金托恩·帕萨亚万（Ice）
- 奥卡拉特·吉塔西里（Toast）
- 賈卡帕特·安蘇通馬利（Trai）
- 那茬濃·普瓦弄（Turk）
- 他那通·图尼亚卡兰库尔（Zil）
- 苏美达·罗伊斯（BigM）
- 蓬纳鲁克·阿塞帕（Dream）
- 布兰拉特·洪布特（Tan）
- 甘儂·查拉皮尼奥（Captain）
- 基朱农·朱农吉（Money）
- 纳瓦博丁·桑哈万帕克迪（Deaw）

### 女藝人
- 薩西娜·帕農托拉尼袞（Smile）
- 芭帕瓦迪·錢薩莫恩（Pinkploy）
- 娜查·本朋（Cartoon）
- 帕希塔·阿緹安楠塔莎（Grace）
- 帕妮查達·姍蘇萬（Jammie）
- 凱瑟琳·諾伊普恩（Pupe）
- 珂瑞塔·桑薩歐帕（Chingching）
- 帕塔查雅·平莎莫（PP）
- 哈娜·路易斯（Hana）
- 帕德容琶·砂楚（Aum）
- 藍米達·緹拉帕（Prapye）
- 珀恩彩達·瓦拉帕查拉（Mameaw）
- 芃蒂瓦·薩空查諳（Mint）
- 瓦麗緹莎·琳塔瑪黑頌（Thisa）
- 塔薩尼婭·甘宋曼盧（Preaw）
- 查伊薩拉·瓦塔納楠穎（Jenny）
- 帕潘妲·克林蘇曼（Noey）
- 尼基塔·甘恩各（Nita）
- 松雅·辛哈（Kat）
- 查娜可楠·森斌（Benz）
- 纳萨蒙·尼约姆德查（Bam）
- 納查·查揚卡農（Garn）
- 雪琳·瓦格斯塔菲（Cher）
- 查林波恩·能恩澤倫（Pin）
- 雅妮莎·蒂拉彤（Gam）
- 澈丁娜拉·朋琵拉德（Jean）
- 瑪莉莎·瑪莉·肖爾（Mind）
- 阿琵薩娜·旺塔薩尼約（Millie）
- 卡爾賽·甘雅薇（Crystal）
- 素帕芃·瑪麗索恩（Faye）
- 茜琳·可吉安（May）
- 蘇皮查·斯理薩瓦（Gift）
- 吉雅達·英托（Jade）
- 英法·凯特坎（Fah）
- 琳雅樂·瓦查叻柔斯麗（Kana）
- 蘭達帕·蒙塔盧帕（Ploy）
- 莎蘭雅·春哈薩特（Jayda）
- 帕莉塔·柴亞拉克（Fon）
- 安卡娜·沃拉茹塔娜彩（Aoom）
- 艾妮莎·努格拉哈（Sa）
- 寬卡雯·坦榮勒塔瑟德（KiewKoi）
- 提缇楠·素万塔翁（Fern）
- 康雅·拉達娜培特（英语：Kanya Rattanapetch）（Tarn）
- 蓋溫崔拉·菲蒂潔克（英语：Gavintra Photijak）（Gam）
- 妮查楠·芬考（Fai）
- 孔查可恩·宋善藤（Gookgiik）
- 梅妮莎·春塞薩庫（Karn）
- 万拉达·佩查南（Ffy）
- 安娜·格吕克斯（Anna）
- 詩帕查娜妲·皮通（Winnie）
- 帕塔尼达·彭秋森（Mind）
- 葛薩拉·瓦塔娜善（Fern）
- 瓊普努特·潘朋（Somo）
- 潘查亚·苏万纳古德（Oom）
- 查霓珀恩·薩普米（Eve）
- 丝米兰·泰梅瓦尼奇（Visa）
- 葛蕾丝·哈珀尔（Grace／徐敏馨）
- 瑟塔萳·通頌本（Mintshi）
- 蘇查努·塔玛翁（Pam）
- 波莉雀娅·斯里苏塔（Yayee）
- 丘娜帕·戈查倫（Mooham）

## 前藝人
- 希里亞姆·帕克迪丹隆里（Ann）（1989年-1998年）
- 坎雅拉·奇拉查基特（Tik）（1994年-1999年）
- 達努蓬·蓬納坎塔（Brook）（1998年-2005年）
- 蘇婉濃·孔迎（Kob）（1992年-2010年）
- 沃拉娜特·旺薩莞（Nune）（1997年-2011年）
- 妮达·帕查娜维拉潘（Tangmo、Melon）（2003年-2014年）
- 蒂坎彭·里塔阿芘楠（Cheer）（2003年-2015年）
- 普萊雅·蘇安朵克麥（Poo）（2004年-2015年）
- 卡曼妮·耶美肯（Pancake）（2005年-2015年）
- 黛薇卡·霍内（Mai）（2009年-2016年）
- 平采娜·樂維瑟派布恩（Baifern）（2009年-2016年）
- 坦雅蘇潘·吉拉普里查儂（Bo）（2013年-2016年）
- 阿緹查楠·斯里瑟沃（Ice）（2009年-2017年）
- 西瓦·措柴澈林（英语：Siwat Chotchaicharin）（Cee）（2003年-2018年）
- 翁莎功·波拉瑪塔功（New）（2006年-2018年）
- 豐迪帕·瓦查拉澤固（Pooklook）（2010年-2018年）
- 阿努瓦·宗澈德拉塔納（Golf）（2010年-2018年）
- 托儂·旺本（Boss）（2011年-2018年）
- 娜帕頌·伊姆嘉倫（Cream）（2013年-2018年）
- 甘格拉·对贤格拉（Grace）（2004年-2019年）
- 安莎達彭·斯莉瓦塔娜功（Green）（2011年-2019年）
- 萍帕薇·克拉冰（Toon）（2014年-2019年）
- 约尔·普兰瓦琳（英语：Yol Pranvarin）（Yol）（2014年-2019年）
- 帕特若賽雅·克蘇婉絲瑞（Peak）（2016年-2019年）
- 薩米·考威爾（Sammy）（2008年-2020年）
- 皮查雅·薇塔娜莫迪里（Min）（2009年-2020年）
- 沙倫·斯里拉克（Porshe）（2010年-2020年）
- 琵姆普萊彭·唐普萊坡恩（Pim）（2012年-2020年）
- 梅拉達·蘇斯麗（Bow）（2014年-2020年）
- 素拉杰·邦奈格（Pan）（2015年-2020年）
- 普洛派琳·唐普莱坡恩（英语：Ploypailin Thangprabhaporn）（Ploy）（2016年-2020年）
- 西里拉帕斯·康特拉卡恩（Mew）（2008年-2021年）
- 松辛·瑪妮灣（Manao）（2010年-2021年）
- 查道·希提波爾（Film）（2016年-2021年）
- 布薩琳·翁麗樂濃（Grace）（2016年-2021年）
- 雅達·蘇萬帕塔納（Cookie）（2016年-2021年）
- 雅達·緹帕儂（Oh）（2017年-2021年）
- 查文維武·功通拉寧（Win）（2017年-2021年）
- 潘荻拉·皮皮緹亞功（Minnie）（2017年-2021年）
- 哉布安·海德婷（Jaibua）（2018年-2021年）
- 琪提亞·吉帕迪（Baihmon）（2019年-2021年）
- 泰妮亞貢·泰妮雅克頓娜農（Yok）（2006年-2022年）
- 阿提鲁特·辛汉潘（Nut）（2006年-2022年）
- 阿梅娜·芘妮（Mo）（2008年-2022年）
- Akrabhaj Bunnag（Aun）（2009年-2022年）
- 安雅琳·堤拉塔南帕（Tubtim）（2009年-2022年）
- 斯蒂芬妮·奧尼格（Steph）（2012年-2022年）
- 阿帕·芭薇萊（Maggi）（2013年-2022年）
- 瓦蒂德·索菲亚（Wynn）（2013年-2022年）
- 娜塔琳·蘇萬勒特（Libya）（2014年-2022年）
- 阿卡潘·納瑪（Om）（2014年-2022年）
- 娜特查亚甘·帕格婉（Fernne）（2014年-2022年）
- 亞提·唐威邦帕尼特（Bank）（2015年-2022年）
- 瓦辛·阿瓦納南特（Ko）（2016年-2022年）
- 澈瑪薇·蘇婉帕努楚克（Praew）（2017年-2022年）
- 薩博爾·阿薩瓦蒙空（Great）（2018年-2022年）
- 玫塔薇·緹拉吏袞（Tungmay）（2018年-2022年）
- 拉佩帕特·埃克潘库尔（Nam）（2002年-2023年）
- 緹莎娜特·索恩素克（Now）（2011年-2023年）
- 克里塔利特·布帕洛姆（BigM）（2013年-2023年）
- 納塔差·查拉瑪斯（Big）（2013年-2023年）
- 薩米特彭·薩庫朋柴（Tong）
- 烏薩瑪妮·維泰雅濃（Kwan）（2004年-2019年；2022年-2023年）
- 甘塔彭·布姆讓拉（S）（2010年-2024年）
- 坦雅薇·淳哈薩瓦迪功（余婉瑤／Meimei）（2015年-2024年）
- 莫妲·娜琳叻（Mookda）（2016年-2024年）
- 瑪麗亞·赫施勒（Sky）（2020年-2025年）

## 外部連結
- 官方网站 （泰文）
- 7頻道的Instagram帳戶 （泰文）
- YouTube上的Ch7HD頻道（泰文）